# Saint-Angel (Puy-de-Dôme)
Saint-Angel település Franciaországban, Puy-de-Dôme megyében. Lakosainak száma 474 fő (2022. január 1.). Saint-Angel Manzat, Blot-l’Église, Charbonnières-les-Vieilles, Châteauneuf-les-Bains és Vitrac községekkel határos.

## Népesség
A település népessége az elmúlt években az alábbi módon változott:
| Lakosok száma | 402  | 410  | 417  | 427  | 445  | 462  | 464  | 470  | 474  |
|               | 2013 | 2015 | 2016 | 2017 | 2018 | 2019 | 2020 | 2021 | 2022 |